# Kaple svatého Marka (Cholenice)
Kaple svatého Marka je pozdně barokní kaple v obci Cholenice.

## Historie

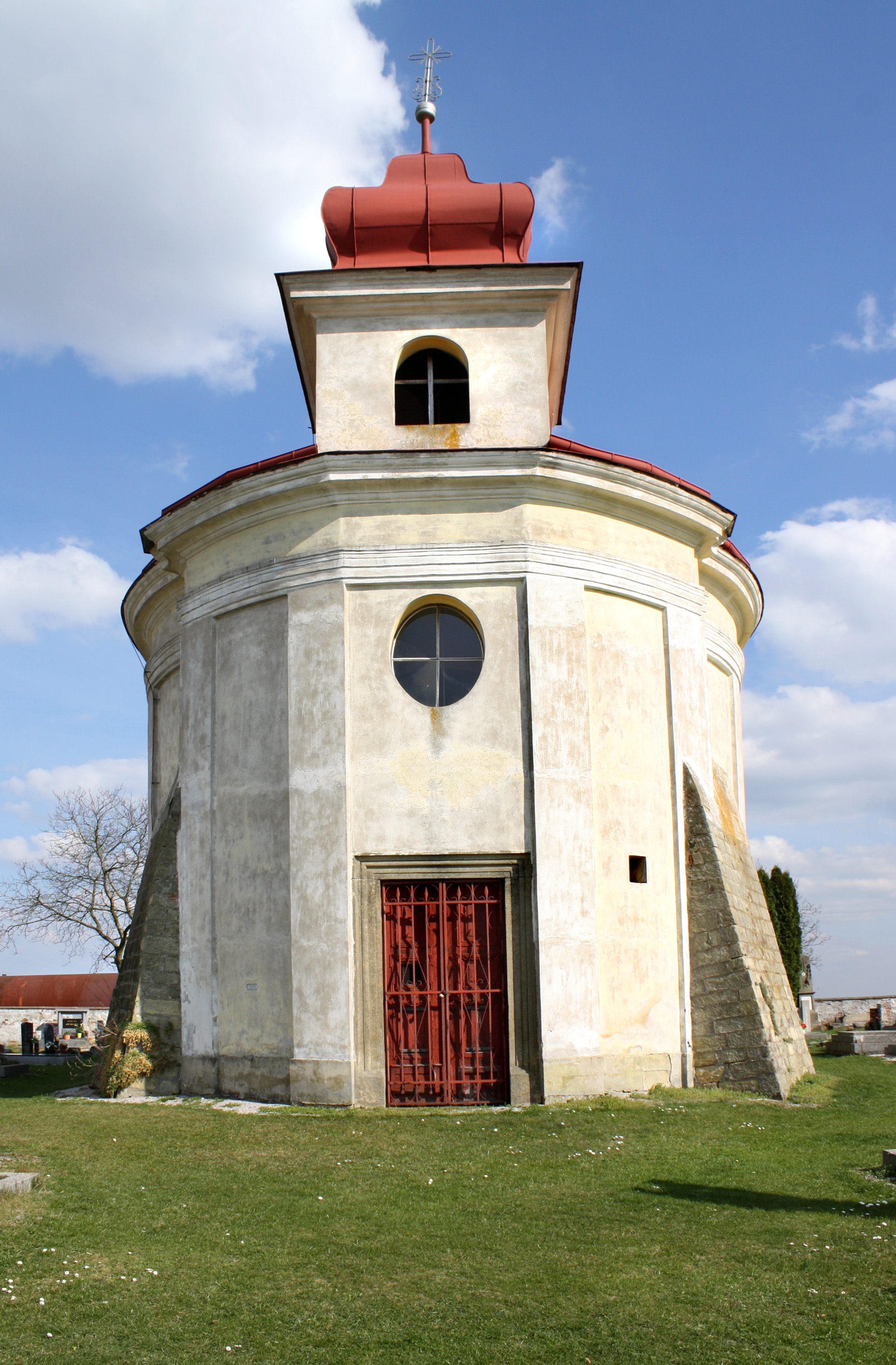
Kaple svatého Marka v Cholenicích

Na místě současného kostela stála dřevěná sakrální stavba. Roku 1776 zde byla postavena kamenná stavba. Od roku 1871 kaple chátrala a vlivem sesuvu půdy se téměř rozpadla. Nejprve se sesunula kupole, pak věžička a také zdi. Roku 1891 byla stavba opravena a zpevněna mohutnými pilastry. Interiér také prošel rekonstrukcí, zejména pak hlavní oltářní obraz. Ten restauroval Antonín Sucharda.
Od roku 1958 je kaple kulturní památkou.

## Popis
Kaple je pozdně barokní oválná stavba. Fasáda je ozdobena lizénovými rámy a členěna na čtyři části. Nad se nachází vchodem malá věžička se třemi půlkruhově zaklenutými okénky. Věžička je zastřešena cibulkou ukončenou helmicí.
Kolem kaple se nachází hřbitov obehnaný hřbitovní zdí.